# Lijst van beschermd erfgoed in Geldenaken
Onderstaande tabel geeft een overzicht van de beschermde erfgoederen in de gemeente Geldenaken. Het beschermd erfgoed maakt deel uit van het cultureel erfgoed in België.
| Object | Bouwjaar/architect | Deelgemeente        | Adres                               | Coördinaten                   | Nummer?                | Afbeelding |
| --- | ------------------ | ------------------- | ----------------------------------- | ----------------------------- | ---------------------- | --- |
| Sint-Medarduskerk |                    | Geldenaken          | Rue Saint-Médard                    | 50° 43' 16" NB, 4° 52' 8" OL  | 25048-CLT-0001-01 Info | Sint-Medarduskerk |
| Kapel van Onze-Lieve-Vrouw van zeven Smarten |                    | Opgeldenaken        | Rue de la Chapelle Stevenaert       | 50° 42' 49" NB, 4° 50' 58" OL | 25048-CLT-0003-01 Info | Kapel van Onze-Lieve-Vrouw van zeven Smarten |
| Kapel Notre-Dame genaamd "Chapelle du Marché" |                    | Geldenaken          | Grand-Place 42                      | 50° 43' 30" NB, 4° 52' 5" OL  | 25048-CLT-0004-01 Info | Kapel Notre-Dame genaamd "Chapelle du Marché" |
| Overblijfselen van de wallen van de stad Geldenaken |                    | Geldenaken          | Rue Saint-Jean                      | 50° 43' 30" NB, 4° 52' 12" OL | 25048-CLT-0005-01 Info | Overblijfselen van de wallen van de stad Geldenaken |
| Kasteel Pastur |                    | Geldenaken          | Rue du Château 13                   | 50° 43' 29" NB, 4° 52' 0" OL  | 25048-CLT-0006-01 Info | Kasteel Pastur |
| Stadhuis |                    | Geldenaken          | Grand-Place 1                       | 50° 43' 31" NB, 4° 52' 3" OL  | 25048-CLT-0007-01 Info | Stadhuis |
| Muur van het voormalige klooster van de Grijze Nonnen ('Sœurs Grises') |                    | Geldenaken          | Rue du Sergent Sortet               | 50° 43' 29" NB, 4° 52' 12" OL | 25048-CLT-0008-01 Info | |
| Kasteel van Opgeldenaken |                    | Opgeldenaken        | Chaussée de Charleroi 165           | 50° 42' 19" NB, 4° 50' 59" OL | 25048-CLT-0010-01 Info | Kasteel van Opgeldenaken |
| Sint-Catharinakapel of kapel van Herbais |                    | Petrem              | Rue Sainte-Catherine (Herbais)      | 50° 43' 6" NB, 4° 55' 49" OL  | 25048-CLT-0011-01 Info | Sint-Catharinakapel of kapel van Herbais |
| Kerk Saint-Pierre: romaanse toren en romaans-gotisch koor |                    | Sint-Jans-Geest     | Rue du Tilleul (Sainte-Marie-Geest) | 50° 44' 41" NB, 4° 52' 27" OL | 25048-CLT-0012-01 Info | Kerk Saint-Pierre: romaanse toren en romaans-gotisch koor |
| Molen van Genville (M) ensemble van de molen en de omliggende terreinen (S) |                    | Sint-Remigius-Geest | Rue du Moulin de Genville 15        | 50° 44' 59" NB, 4° 52' 6" OL  | 25048-CLT-0013-01 Info | Molen van Genville (M) ensemble van de molen en de omliggende terreinen (S) |
| Kapel Notre-Dame de Bon Secours en diens directe omgeving (S) |                    | Zittert-Lummen      | Chaussée de Tirlemont (Zittert)     | 50° 45' 56" NB, 4° 54' 24" OL | 25048-CLT-0014-01 Info | Kapel Notre-Dame de Bon Secours en diens directe omgeving (S) |
| Kerk Saint-Barthélemy |                    | Zittert-Lummen      | Chaussée de Tirlemont (Zittert)     | 50° 45' 45" NB, 4° 54' 5" OL  | 25048-CLT-0015-01 Info | Kerk Saint-Barthélemy |
| Kapel Saint-Antoine (M) omgeving (S) |                    | Malen               | Rue Saint-Antoine (Sart-Mélin)      | 50° 44' 24" NB, 4° 47' 34" OL | 25048-CLT-0016-01 Info | Kapel Saint-Antoine (M) omgeving (S) |
| Gevels en daken van de kapel Sainte-Marie-Madeleine en diens omgeving |                    | Malen               | Rue de Gobertange                   | 50° 44' 40" NB, 4° 50' 48" OL | 25048-CLT-0017-01 Info | Gevels en daken van de kapel Sainte-Marie-Madeleine en diens omgeving |
| Watermolen "Conard" of "Charles" (M) |                    | Opgeldenaken        | Rue du Pont à la Cambe              | 50° 42' 24" NB, 4° 50' 39" OL | 25048-CLT-0019-01 Info | Watermolen "Conard" of "Charles" (M) |
| Orgel van de kerk Saint-Lambert |                    | Geldenaken          | Place de l'Église                   | 50° 43' 24" NB, 4° 51' 52" OL | 25048-CLT-0021-01 Info | |
| Orgel van de kerk Saint-Martin |                    | Lathuy              | Rue de Brocui                       | 50° 43' 24" NB, 4° 49' 28" OL | 25048-CLT-0022-01 Info | |
| Orgel van de kerk Notre-Dame de la Visitation |                    | Malen               | Rue des Beaux Prés                  | 50° 44' 22" NB, 4° 49' 39" OL | 25048-CLT-0023-01 Info | |
| Orgel van de kerk Sainte-Gertrude, tegenwoordig kerk Saint-Gabriel (de l'Addolorata) |                    | Petrem              | Rue du Presbytère                   | 50° 43' 31" NB, 4° 55' 4" OL  | 25048-CLT-0024-01 Info | |
| Orgel van de kerk Saint-Barthélemy |                    | Zittert-Lummen      | Chaussée de Tirlemont (Zittert)     | 50° 45' 44" NB, 4° 54' 4" OL  | 25048-CLT-0025-01 Info | |
| Pastorie: gevels en daken, en de omgevende muur |                    | Malen               | Rue des Beaux Prés 1                | 50° 44' 24" NB, 4° 49' 38" OL | 25048-CLT-0026-01 Info | Pastorie: gevels en daken, en de omgevende muur |
| Voormalige hoeve van Boues: gevels en daken, uitgezonderd de aanbouwen |                    | Geldenaken          | Rue des Marchés 10-12-14            | 50° 43' 34" NB, 4° 52' 6" OL  | 25048-CLT-0028-01 Info | Voormalige hoeve van Boues: gevels en daken, uitgezonderd de aanbouwen |
| Hoeve van Awans: 18de-eeuwse gevels en daken |                    | Malen               | Rue Saint-Antoine 48 (Sart-Mélin)   | 50° 44' 22" NB, 4° 47' 40" OL | 25048-CLT-0045-01 Info | Hoeve van Awans: 18de-eeuwse gevels en daken |
| Abdij van La Ramée: abdijhoeve en sommige abdijgebouwen te Jauchelette: "Le Boulloy", "La Béthanie", "Le Château", "Le Quartier Latin" en de kapel (M) ensemble van de gebouwen en omgeving (S) |                    | Jauchelette         | Rue de l'Abbaye 19-23               | 50° 40' 47" NB, 4° 51' 11" OL | 25048-CLT-0029-01 Info | Abdij van La Ramée: abdijhoeve en sommige abdijgebouwen te Jauchelette: "Le Boulloy", "La Béthanie", "Le Château", "Le Quartier Latin" en de kapel (M) ensemble van de gebouwen en omgeving (S) |

## Uitzonderlijke erfgoed
| Object | Bouwjaar/architect | Deelgemeente | Adres | Coördinaten                   | Nummer?                | Afbeelding                                                                                                |
| --- | ------------------ | ------------ | ----- | ----------------------------- | ---------------------- | --- |
| Ensemble van de kerk Saint-Médard, uitgezonderd het orgel (instrumentaal deel en buffet)                  |                    |              |       | 50° 43' 16" NB, 4° 52' 8" OL  | 25048-PEX-0001-01 Info | Ensemble van de kerk Saint-Médard, uitgezonderd het orgel (instrumentaal deel en buffet)                  |
| Gevels en daken van de gebouwen uit het ancien régime rond de binnenplaats van de abdijboerderij La Ramée |                    |              |       | 50° 40' 47" NB, 4° 51' 11" OL | 25048-PEX-0002-01 Info | Gevels en daken van de gebouwen uit het ancien régime rond de binnenplaats van de abdijboerderij La Ramée |